# Olof Winnerstrand
Carl Olof Magnus Winnerstrand (Stockholm, 1875. augusztus 26. –  Stockholm, 1956. július 16.) svéd színész.

## Élete és pályafutása
1875. augusztus 26-án született egy gazdag stockholmi családban. Édesapja, C. A. Winnerstrand jól ismert aranyműves és ékszerész volt. Olof is kereskedelmet tanult folytatva a családi hagyományokat. A szülei ellenezték a színészetet, ígéretéhez hű is maradt, az apja 1899-ben bekövetkezett halála után át is vette a családi vállalkozást, és néhány évig aranyművesként dolgozott. Habár a színpad utáni vágyódása csak növekedett, és Emil Hillberg kora híres színésze is ösztönözte, hogy folytassa a színészetet, miután tanúja volt Winnerstrand feltűnő tehetségének, majd helyet ajánlott neki a színtársulatában. Ezúttal már az édesanyja áldásával eladta a családi vállalkozást, és csatlakozott Hillberg csapatához.
Debütálására 1901-ben a Helsingborgi Városi Színházban került sor az 1901-ben és 1902-ben Hillberg színtársulatával való turnéján. 1902 és 1904 között a híres Selander Színtársulattal turnézott, melynek során találkozott jövendőbeli feleségével és élete szerelmével Frida Krumlinnal. 1906-ban házasodtak össze, ezzel a svéd színház egyik legkedvesebb párjává válva, akik a színpadon is gyakran együtt játszottak. 1906-ban Winnerstrand a Vasa Színházhoz szerződött, amely színpadán tradicionálisan nagy sikerű komédiákat játszottak. Itt vált igazán népszerűvé, mint az ország egyik legjobb komédiai színésze Oscar Wilde, George Bernard Shaw és Georges Feydeau műveiből készült színdarabokban játszva.
1919-ben a sikereinek köszönhetően a Dramatenhez, a svéd nemzeti színházhoz került, ahol egészen 1949-ig, a színpadtól való visszavonulásáig alkalmazásban állt. A 30 év alatt összesen 119 szerepet játszott el. Sokoldalú művész volt, a vígjátékok mellett drámai és különböző karakterszerepeket is jól megformált. A korai 20. század egyik legjobb film- és színpadi színészének tartották Svédországban.
Filmes bemutatkozására már 1920-ban sor került a Stenåldersmannen című rövidfilmben. A filmvásznon főleg emlékezetes mellékszerepek jutottak neki: Őrjöngés (1944) vagy Ingmar Bergmantól a Zene a sötétben (1948) és a Szerelmi lecke (1955). 1945 és 1955 között több filmvígjátékban is szerepelt Sickan Carlsson oldalán.
1956. július 26-án hunyt el Stockholmban, 80 éves korában.

## Fordítás
- Ez a szócikk részben vagy egészben  az   Olof_Winnerstrand című angol Wikipédia-szócikk fordításán alapul.  Az eredeti cikk szerkesztőit annak laptörténete sorolja fel. Ez a jelzés csupán a megfogalmazás eredetét és a szerzői jogokat jelzi, nem szolgál a cikkben szereplő információk forrásmegjelöléseként.